# Řecký kříž

Řecký kříž na znaku Řeckého království

Řecký kříž, nebo také zkrácený kříž, je typ kříže, který má na rozdíl od latinského kříže, čtyři stejně dlouhá ramena. 

## Užití
Nachází se například na státním znaku Řecka, Malty a vlajce Švýcarska. Odtud byl na počest Henriho Dunanta převzat jako symbol Červeného kříže. Byl také používán s jinými barvami jako symbol Wehrmachtu.
Kříž lze v heraldice použít jako obecnou figuru. Kombinací břevna a kůlu pak může vzniknout i jako heroldská figura, když ramena kříže dosahují až k okrajům štítu.
Tvar řeckého kříže mají často půdorysy chrámů (kostelů) východních církví (pravoslavný kříž).